# Michael Johnson (football, 1973)
Pour les articles homonymes, voir Michael Johnson et Johnson.
Michael Owen Johnson est un ancien footballeur jamaïcain, né le 4 juillet 1973 à Nottingham. Il est aujourd'hui entraîneur.
Il a aussi joué en équipe de Jamaïque et ce depuis l'année 1999.

## Carrière
- 1991-1995 : Notts County  Angleterre
- 1995-2003 : Birmingham City  Angleterre
- 2003-2008 : Derby County  Angleterre
  - 2007 : Sheffield Wednesday (prêt)  Angleterre
  - 2008 : Notts County (prêt)  Angleterre